# Тохмеєво
Тохме́єво (рос. Тохмеево, чув. Коллеша) — присілок у складі Чебоксарського району Чувашії, Росія. Входить до складу Сарабакасинське сільського поселення.
Населення — 158 осіб (2010; 189 у 2002).
Національний склад:
- чуваші — 99 %